# Zorneding
Zorneding – miejscowość i gmina w Niemczech, w kraju związkowym Bawaria, w rejencji Górna Bawaria, w regionie Monachium, w powiecie Ebersberg. Leży około 10 km na zachód od Ebersberga, przy drodze B304 i linii kolejowej Monachium – Rosenheim - Innsbruck/Salzburg.

## Demografia
Dane o ludności z 31 grudnia 2008:
| Opis                                | Ogółem | Ogółem | Kobiety | Kobiety | Mężczyźni | Mężczyźni |
| ----------------------------------- | ------ | ------ | ------- | ------- | --------- | --------- |
| Jednostka                           | osób   | %      | osób    | %       | osób      | %         |
| Populacja                           | 8855   | 100    | 4485    | 50,65   | 4370      | 49,35     |
| Wiek przedprodukcyjny (0–17 lat)    | 1668   | 18,84  | 801     | 9,05    | 867       | 9,79      |
| Wiek produkcyjny (18–65 lat)        | 5411   | 61,11  | 2747    | 31,02   | 2664      | 30,08     |
| Wiek poprodukcyjny (powyżej 65 lat) | 1776   | 20,06  | 937     | 10,58   | 839       | 9,47      |

## Polityka
Wójtem gminy jest Piet Mayr, poprzednio urząd ten obejmował Franz Pfluger, rada gminy składa się z 20 osób.
|      | CSU | SPD | Zieloni/Niezależni | FWG Zorneding-Pöring | BL | FDP | Razem |
| 2008 | 7   | 3   | 4                  | 3                    | 2  | 1   | 20    |
| 2002 | 8   | 4   | 3                  | 2                    | 2  | 1   | 20    |

## Osoby związane z Zornedingem
- Hans Martin Schaller (ur. 1923, zm. 2005) – historyk, zmarł w Zorneding